# Geogale
Geogale is een geslacht binnen de familie Tenreks (Tenrecidae). Het geslacht werd voor het eerst wetenschappelijk beschreven door Milne-Edwards & Grandidier in 1872.
Geogale is zo'n 30 miljoen jaar geleden van de voorouders uit diens zustergroep Oryzorictinae afgesplitst.

## Soorten
Het geslacht bevat één levende soort en een fossiel:
- †Geogale aletris
- Geogale aurita – Aardtenrek